# St. John's Village (Tunapuna-Piarco)
St. John's Village es una villa de Trinidad y Tobago, que forma parte de la región de Tunapuna-Piarco.

## Geografía
La villa abarca parte de la isla Trinidad y limita al norte con Acono Village, al sur con St. Augustine, al este con Tunapuna y al oeste con La Seiva Village y Mount St. Benedict.

## Demografía
Datos demográficos de la villa de St. John's Village:
| Gráfica de evolución demográfica de St. John's Village entre 2000 y 2011 |
|                                                                          |